# Roy Wood
Roy Wood (Birmingham, 8 novembre 1946) è un cantante, bassista e polistrumentista britannico.

## Biografia
Ha avuto successo in modo particolare negli anni '60 e '70 come membro e cofondatore dei gruppi The Move, Electric Light Orchestra e Wizzard. Nelle vesti di autore e compositore, ha scritto anche diversi brani portati al successo da questi gruppi, come la famosa Blackberry Way dei Move.

## Discografia

### Album in studio
The Move
- 1968 - The Move
- 1970 - Shazam
- 1970 - Looking On
- 1971 - Message from the Country

Electric Light Orchestra
- 1971 - The Electric Light Orchestra
- 1973 - ELO 2

Wizzard
- 1973 - Wizzard Brew
- 1974 - Introducing Eddy and the Falcons
- 1977 - Super Active Wizzo
- 2000 - Main Street

Da solista
- 1973 - Boulders
- 1975 - Mustard
- 1979 - On the Road Again
- 1987 - Starting Up